# Marit Törnqvist
Marit Törnqvist (ur. 1964 w Uppsali) – szwedzko-holenderska ilustratorka, scenografka i pisarka.
Polsce nakładem Wydawnictw Zakamarki ukazały się dwie książki z jej ilustracjami do książek Astrid Lindgren:
| Lp. | Tytuł polski                     | Tytuł oryginalny                 | Tłumaczenie    | Rok pierwszego wydania w Szwecji | Rok pierwszego wydania w Polsce |
| --- | -------------------------------- | -------------------------------- | -------------- | -------------------------------- | ------------------------------- |
| 1   | Jak Johan uratował cielaka       | När Bäckhultarn for till stan    | Anna Węgleńska | 1989                             | 2017                            |
| 2   | Jak Kalle rozprawił się z bykiem | När Adam Engelbrekt blev tvärarg | Anna Węgleńska | 1991                             | 2017                            |